# L-Glukoza
L-Glukoza – organiczny związek chemiczny z grupy węglowodanów, enancjomer D-glukozy (jego cząsteczka jest odbiciem lustrzanym powszechniejszej D-glukozy).

D- i L-glukoza (projekcja Fischera)

L-Glukoza nie występuje naturalnie w organizmach żywych, ale można ją zsyntetyzować w laboratorium. Nie może być fosforylowana przez heksokinazę (pierwszy enzym biorący udział w glikolizie), dlatego nie może być używana przez organizmy do pozyskiwania energii.
Z uwagi na fakt, że L-glukoza jest słodka (choć mniej słodka od D-glukozy), może być używana jako niskokaloryczny słodzik.
Zdolność katabolizmu L-glukozy wykazano u niektórych bakterii.